# Llista d'asteroides/143601-143700
| Nom                | Designació provisional | Data de descobriment   | Lloc de descobriment | Descobridor/s               |
| ------------------ | ---------------------- | ---------------------- | -------------------- | --------------------------- |
| 143601 -           | 2003 FZ78              | 27 de març de 2003     | Socorro              | LINEAR                      |
| 143602 -           | 2003 FW81              | 27 de març de 2003     | Socorro              | LINEAR                      |
| 143603 -           | 2003 FM89              | 29 de març de 2003     | Anderson Mesa        | LONEOS                      |
| 143604 -           | 2003 FK91              | 29 de març de 2003     | Anderson Mesa        | LONEOS                      |
| 143605 -           | 2003 FP91              | 29 de març de 2003     | Anderson Mesa        | LONEOS                      |
| 143606 -           | 2003 FZ92              | 29 de març de 2003     | Anderson Mesa        | LONEOS                      |
| 143607 -           | 2003 FD94              | 29 de març de 2003     | Anderson Mesa        | LONEOS                      |
| 143608 -           | 2003 FD112             | 31 de març de 2003     | Socorro              | LINEAR                      |
| 143609 -           | 2003 FL114             | 31 de març de 2003     | Socorro              | LINEAR                      |
| 143610 -           | 2003 FA117             | 24 de març de 2003     | Kitt Peak            | Spacewatch                  |
| 143611 -           | 2003 FP117             | 25 de març de 2003     | Palomar              | NEAT                        |
| 143612 -           | 2003 FQ120             | 24 de març de 2003     | Kitt Peak            | Spacewatch                  |
| 143613 -           | 2003 FD121             | 25 de març de 2003     | Anderson Mesa        | LONEOS                      |
| 143614 -           | 2003 GO2               | 1 d'abril de 2003      | Socorro              | LINEAR                      |
| 143615 -           | 2003 GK4               | 1 d'abril de 2003      | Socorro              | LINEAR                      |
| 143616 -           | 2003 GA11              | 1 d'abril de 2003      | Socorro              | LINEAR                      |
| 143617 -           | 2003 GH12              | 1 d'abril de 2003      | Socorro              | LINEAR                      |
| 143618 -           | 2003 GQ28              | 7 d'abril de 2003      | Uccle                | T. Pauwels                  |
| 143619 -           | 2003 GC49              | 9 d'abril de 2003      | Kitt Peak            | Spacewatch                  |
| 143620 -           | 2003 GM50              | 4 d'abril de 2003      | Haleakala            | NEAT                        |
| 143621 -           | 2003 GE55              | 4 d'abril de 2003      | Kitt Peak            | Spacewatch                  |
| 143622 Robertbloch | 2003 HG                | Vicques                | M. Ory               |                             |
| 143623 -           | 2003 HJ3               | 24 d'abril de 2003     | Anderson Mesa        | LONEOS                      |
| 143624 -           | 2003 HM16              | 27 d'abril de 2003     | Socorro              | LINEAR                      |
| 143625 -           | 2003 HJ26              | 25 d'abril de 2003     | Anderson Mesa        | LONEOS                      |
| 143626 -           | 2003 HU27              | 25 d'abril de 2003     | Campo Imperatore     | CINEOS                      |
| 143627 -           | 2003 HJ28              | 26 d'abril de 2003     | Haleakala            | NEAT                        |
| 143628 -           | 2003 HG31              | 26 d'abril de 2003     | Kitt Peak            | Spacewatch                  |
| 143629 -           | 2003 HS32              | 29 d'abril de 2003     | Socorro              | LINEAR                      |
| 143630 -           | 2003 HA33              | 29 d'abril de 2003     | Anderson Mesa        | LONEOS                      |
| 143631 -           | 2003 HS35              | 27 d'abril de 2003     | Socorro              | LINEAR                      |
| 143632 -           | 2003 HA37              | 26 d'abril de 2003     | Haleakala            | NEAT                        |
| 143633 -           | 2003 HX53              | 22 d'abril de 2003     | Bergisch Gladbach    | W. Bickel                   |
| 143634 -           | 2003 HR54              | 24 d'abril de 2003     | Haleakala            | NEAT                        |
| 143635 -           | 2003 HU54              | 24 d'abril de 2003     | Haleakala            | NEAT                        |
| 143636 -           | 2003 KO19              | 30 de maig de 2003     | Anderson Mesa        | LONEOS                      |
| 143637 -           | 2003 LP6               | 12 de juny de 2003     | Socorro              | LINEAR                      |
| 143638 -           | 2003 MU8               | 28 de juny de 2003     | Socorro              | LINEAR                      |
| 143639 -           | 2003 MK9               | 30 de juny de 2003     | Socorro              | LINEAR                      |
| 143640 -           | 2003 NR4               | 5 de juliol de 2003    | Socorro              | LINEAR                      |
| 143641 -           | 2003 NK5               | 5 de juliol de 2003    | Mount Graham         | W. H. Ryan, C. T. Martinez  |
| 143642 -           | 2003 NV6               | 7 de juliol de 2003    | Reedy Creek          | J. Broughton                |
| 143643 -           | 2003 NP7               | 7 de juliol de 2003    | Palomar              | NEAT                        |
| 143644 -           | 2003 OE3               | 23 de juliol de 2003   | Wise                 | D. Polishook                |
| 143645 -           | 2003 OP4               | 22 de juliol de 2003   | Haleakala            | NEAT                        |
| 143646 -           | 2003 OO7               | 25 de juliol de 2003   | Palomar              | NEAT                        |
| 143647 -           | 2003 OZ13              | 27 de juliol de 2003   | Haleakala            | NEAT                        |
| 143648 -           | 2003 QP17              | 22 d'agost de 2003     | Palomar              | NEAT                        |
| 143649 -           | 2003 QQ47              | 24 d'agost de 2003     | Socorro              | LINEAR                      |
| 143650 -           | 2003 QZ61              | 23 d'agost de 2003     | Socorro              | LINEAR                      |
| 143651 -           | 2003 QO104             | 31 d'agost de 2003     | Haleakala            | NEAT                        |
| 143652 -           | 2003 RW12              | 14 de setembre de 2003 | Haleakala            | NEAT                        |
| 143653 -           | 2003 RT13              | 15 de setembre de 2003 | Haleakala            | NEAT                        |
| 143654 -           | 2003 SH11              | 17 de setembre de 2003 | Socorro              | LINEAR                      |
| 143655 -           | 2003 SE18              | 16 de setembre de 2003 | Kitt Peak            | Spacewatch                  |
| 143656 -           | 2003 SJ39              | 16 de setembre de 2003 | Palomar              | NEAT                        |
| 143657 -           | 2003 SA45              | 16 de setembre de 2003 | Anderson Mesa        | LONEOS                      |
| 143658 -           | 2003 SB45              | 16 de setembre de 2003 | Anderson Mesa        | LONEOS                      |
| 143659 -           | 2003 SR55              | 16 de setembre de 2003 | Anderson Mesa        | LONEOS                      |
| 143660 -           | 2003 SJ70              | 17 de setembre de 2003 | Kitt Peak            | Spacewatch                  |
| 143661 -           | 2003 SM73              | 18 de setembre de 2003 | Kitt Peak            | Spacewatch                  |
| 143662 -           | 2003 SP84              | 20 de setembre de 2003 | Socorro              | LINEAR                      |
| 143663 -           | 2003 SW88              | 18 de setembre de 2003 | Anderson Mesa        | LONEOS                      |
| 143664 -           | 2003 SM93              | 18 de setembre de 2003 | Kitt Peak            | Spacewatch                  |
| 143665 -           | 2003 SP98              | 19 de setembre de 2003 | Kitt Peak            | Spacewatch                  |
| 143666 -           | 2003 SR109             | 20 de setembre de 2003 | Kitt Peak            | Spacewatch                  |
| 143667 -           | 2003 SQ125             | 19 de setembre de 2003 | Socorro              | LINEAR                      |
| 143668 -           | 2003 SF128             | 20 de setembre de 2003 | Socorro              | LINEAR                      |
| 143669 -           | 2003 SO140             | 19 de setembre de 2003 | Palomar              | NEAT                        |
| 143670 -           | 2003 SJ145             | 20 de setembre de 2003 | Campo Imperatore     | CINEOS                      |
| 143671 -           | 2003 SW151             | 18 de setembre de 2003 | Palomar              | NEAT                        |
| 143672 -           | 2003 SN155             | 19 de setembre de 2003 | Anderson Mesa        | LONEOS                      |
| 143673 -           | 2003 SO195             | 20 de setembre de 2003 | Palomar              | NEAT                        |
| 143674 -           | 2003 SB210             | 25 de setembre de 2003 | Haleakala            | NEAT                        |
| 143675 -           | 2003 SJ214             | 26 de setembre de 2003 | Desert Eagle         | W. K. Y. Yeung              |
| 143676 -           | 2003 SK214             | 26 de setembre de 2003 | Desert Eagle         | W. K. Y. Yeung              |
| 143677 -           | 2003 SW220             | 29 de setembre de 2003 | Desert Eagle         | W. K. Y. Yeung              |
| 143678 -           | 2003 SA224             | 30 de setembre de 2003 | Socorro              | LINEAR                      |
| 143679 -           | 2003 SK236             | 26 de setembre de 2003 | Socorro              | LINEAR                      |
| 143680 -           | 2003 SU242             | 27 de setembre de 2003 | Kitt Peak            | Spacewatch                  |
| 143681 -           | 2003 SX255             | 27 de setembre de 2003 | Kitt Peak            | Spacewatch                  |
| 143682 -           | 2003 SQ266             | 29 de setembre de 2003 | Socorro              | LINEAR                      |
| 143683 -           | 2003 SV280             | 18 de setembre de 2003 | Palomar              | NEAT                        |
| 143684 -           | 2003 SS293             | 27 de setembre de 2003 | Socorro              | LINEAR                      |
| 143685 -           | 2003 SS317             | 25 de setembre de 2003 | Mauna Kea            | Mauna Kea                   |
| 143686 -           | 2003 TW11              | 14 d'octubre de 2003   | Anderson Mesa        | LONEOS                      |
| 143687 -           | 2003 TP18              | 15 d'octubre de 2003   | Anderson Mesa        | LONEOS                      |
| 143688 -           | 2003 TH30              | 1 d'octubre de 2003    | Kitt Peak            | Spacewatch                  |
| 143689 -           | 2003 UQ9               | 19 d'octubre de 2003   | Kitt Peak            | Spacewatch                  |
| 143690 -           | 2003 UK13              | 16 d'octubre de 2003   | Kitt Peak            | Spacewatch                  |
| 143691 -           | 2003 UQ15              | 16 d'octubre de 2003   | Anderson Mesa        | LONEOS                      |
| 143692 -           | 2003 UF20              | 21 d'octubre de 2003   | Socorro              | LINEAR                      |
| 143693 -           | 2003 UM21              | 19 d'octubre de 2003   | Anderson Mesa        | LONEOS                      |
| 143694 -           | 2003 UK24              | 22 d'octubre de 2003   | Kitt Peak            | Spacewatch                  |
| 143695 -           | 2003 UQ40              | 16 d'octubre de 2003   | Anderson Mesa        | LONEOS                      |
| 143696 -           | 2003 UU40              | 16 d'octubre de 2003   | Anderson Mesa        | LONEOS                      |
| 143697 -           | 2003 UP44              | 18 d'octubre de 2003   | Kitt Peak            | Spacewatch                  |
| 143698 -           | 2003 UB55              | 18 d'octubre de 2003   | Palomar              | NEAT                        |
| 143699 -           | 2003 UN55              | 18 d'octubre de 2003   | Palomar              | NEAT                        |
| 143700 -           | 2003 UF57              | 26 d'octubre de 2003   | Kvistaberg           | Uppsala-DLR Asteroid Survey |